# Biferno
Bifeno (latin: Tifernus) är en flod i den italienska regionen Molise. Den rinner ut i Adriatiska havet. 
Floden börjar vid Pietrecadute i den italienska kommunen Bojano, provinsen Campobasso i regionen Molise. Efter bara ett par kilometer får floden vatten från ett flertal bäckar som rinner ner från Matesebergen. Biferno rinner genom flera olika kommuner i provinsen Campobasso innan den bildar sjön Guardialfiera för att slutligen mynna ut i Adriatiska havet nära Campomarino. 